# 海倫硬頭魚
海倫硬頭魚(学名：Craterocephalus helenae），為輻鰭魚綱銀漢魚目銀漢魚科的其中一種，分布於西澳大利亞Drysdale河流域，體長可達8公分，為熱帶魚類，棲息在岩石底質的小溪及水塘，生活習性不明。